# Projektowanie procesu technologicznego obróbki mechanicznej
Projektowanie procesu technologicznego obróbki mechanicznej polega na tworzeniu kolejnych etapów przechodzenia dokumentacji konstrukcyjnej części wraz z przypisanym materiałem w procesie produkcyjnym. Jednocześnie normuje się czas pracy niezbędny do wykonania danej czynności. Dokumentami związanymi z procesem technologicznym są najczęściej: Karta Technologiczna i Normatyw materiałowy.

## Kolejne etapy projektowania
1. Rysunek konstrukcyjny przedmiotu obrabianego, np. części typu np. wałek, tarcza lub tuleja. 
2. Analiza przez technologa, poprawności rysunku konstrukcyjnego pod względem obowiązujących norm i zasad rysunku  technicznego, wymagań technicznych, oraz możliwości wykonawczych zakładu produkcyjnego - technologiczności. 
3. Poprawiony i uzgodniony z konstruktorem wyrobu rysunek wykonawczy części. 
4. Określenie programu produkcyjnego - produkcja jednostkowa, mało seryjna, wielko seryjna  z podziałem na wielkość partii - serii  produkcyjnej. 
5. Dobór materiału wyjściowego (półfabrykatu lub surówki) z wykonaniem rysunku, (odkuwki, odlewu, wypraski itp.). 
6. Opracowanie strony tytułowej procesu technologicznego (wg stosowanego wzoru w zakładzie) z podaniem materiału wyjściowego, półfabrykatu, oraz spisem kolejnych operacji. 
7. Opracowanie Karty Technologicznej procesu technologicznego - wykonanie rysunku operacyjnego dla danego stanowiska z określeniem sposobu mocowania przedmiotu na obrabiarce, wymiarów i WT ( warunki techniczne wykonania). 
8. Opracowanie karty instrukcyjnej dla poszczególnych operacji z określeniem kolejnych zabiegów obróbki mechanicznej, (również obróbki cieplnej i kontroli  technicznej), z doborem urządzeń, obrabiarek, oraz parametrów obróbkowych, narzędzi skrawających i przyrządów  kontrolno-pomiarowych. 
9. Obliczenia wartości parametrów obróbkowych jak np. obroty, posuw, głębokość skrawania itp. 
10. Obliczenie  pracochłonności wykonania części (określenie wartości technicznej normy czasu pracy). 
11. Wykaz narzędzi specjalnych i oprzyrządowania.
12. Karta kontroli ostatecznej, system kontroli - odbioru partii wyrobów z określeniem metod i narzędzi pomiarowych